# 에이잔 전철

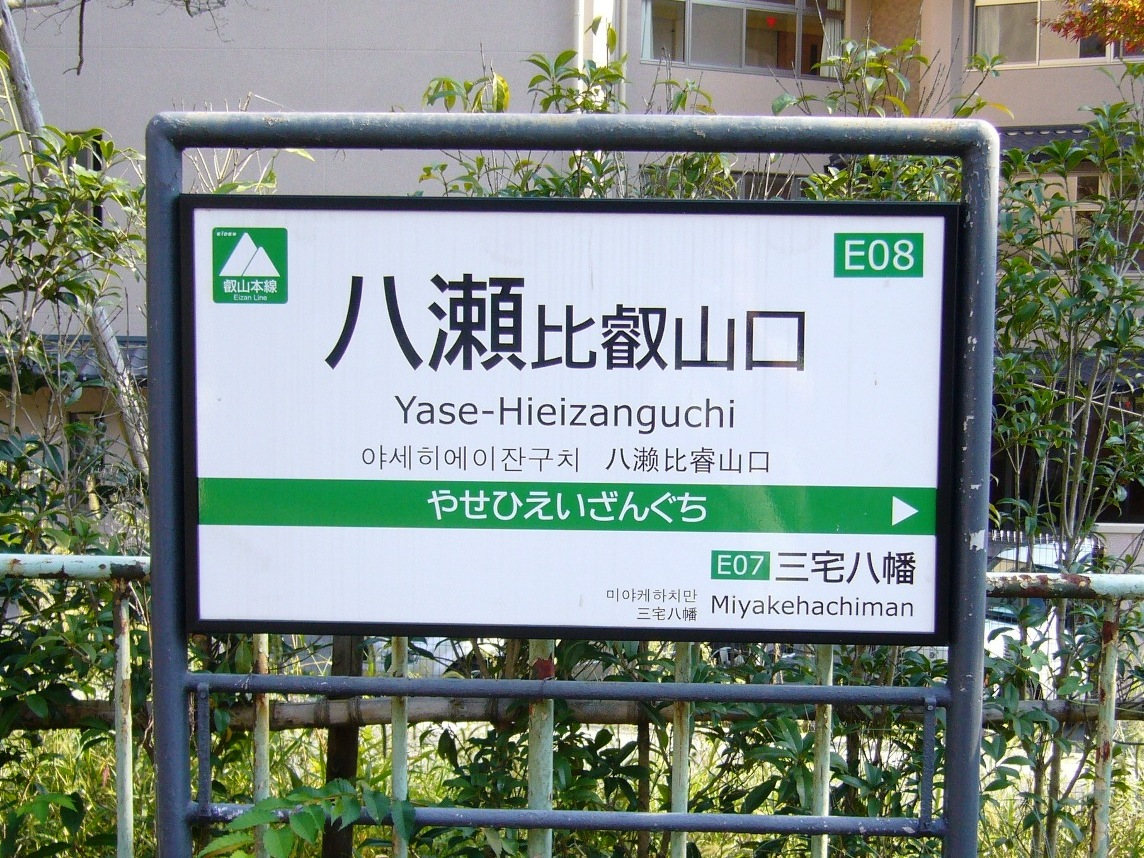
역 넘버링 사업 이후의 역명판

에이잔 전철(일본어: 叡山電鉄, 영어: Eizan Electric Railway)은 일본 교토부 교토시 사쿄 구를 영업구역으로 하는 일본의 철도 회사이다.
일본에서 흔히 부르는 약칭으로는 에이덴(일본어: 叡電,Eiden)이 있다.

## 개요
설립 연도는 1985년으로, 비교적 최근에 세워진 철도 회사이다.

초기 설립때에는 게이후쿠 전기 철도의 자회사로 세워졌다.

하지만 게이후쿠 전철이 이 노선들을 소유할때, 타 노선과 연계가 되지 않아 영업 실적이 매우 낮았지만, 게이한 오토 선이 개통되고 나서부터 수익이 오르기 시작하였다.
이후, 1991년 게이한 전기 철도가 대주주가 되고, 2002년에는 자회사가 되었다. 

주로 히에이잔이나 구라마 쪽의 관광객 수요와 연선 주민들의 수요를 충당하고 있다.

## 운영 노선
현재 에이잔 전철은 다음의 노선을 운영 중이다.
- ■ 에이잔 본선: 데마치야나기 ~ 슈가쿠인 역 ~ 야세히에이잔구치
- ■ 구라마 선: 다카라가이케 ~ 교토세이카다이마에 ~ 쿠라마

## 같이 보기
- 일본의 철도 회사 목록